# Luca Attanasio
Luca Attanasio (23. května 1977, Saronno – 22. února 2021, Goma) byl italský diplomat, mezi lety 2017–2021 byl velvyslancem v Konžské demokratické republice.

## Život
Attanasio se narodil v roce 1977 ve městě Saronno v italské Lombardii, ale vyrůstal v nedalekém městě Limbiate. V roce 2001 úspěšně ukončil studium na Univerzitě Bocconi.

## Kariéra
Jeho diplomatická kariéra započala v roce 2003 na Generálním ředitelství pro hospodářské a finanční záležitosti ve Ville Farnesina v Římě. Mezi lety 2006–2010 pracoval na italském velvyslanectví ve švýcarském Bernu a mezi lety 2010–2013 na generálním konzulátu v marocké Casablance. V roce 2013 se vrátil zpět do Itálie a byl jmenován vedoucím sekretariátu generálního ředitelství pro globalizaci a globální záležitosti. V roce 2015 začal pracovat na italském velvyslanectví v nigerijské Abuji. Od 5. září až do své smrti byl velvyslancem v Konžské demokratické republice. V říjnu 2020 získal ocenění Nassiriya International Prize for Peace.

## Smrt
Dne 22. února 2021 v 10:30 byl konvoj Světového potravinového programu tří vozidel, jehož součástí byl i Attanasio, napaden šesti ozbrojenými osobami. Konvoj mířil z města Goma do města Rutshuru, jehož místní škola byla součástí potravinového programu. K útoku došlo poblíž měst Kibumba a Kanyamahoro.
Attanasio byl hlavním cílem útoku. Když se ho ozbrojenci pokoušeli unést, začali střílet, při čemž zavraždili jednoho z řidičů konvoje. Poté vyhrožovali ostatním šesti členům konvoje a odtáhli je do nedalekého lesa. Když na místo dorazily místní bezpečnostní složky po hlášení výstřelů, útočníci smrtelně postřelili Attanasia a zavraždili jeho bodyguarda.